# Прежде чем мы расстанемся
«Прежде чем мы расстанемся» (англ. Before We Go) — американский художественный фильм в жанре мелодрамы, снятый Крисом Эвансом. Его режиссёрский дебют. Фильм был показан 12 сентября 2014 году на Международном кинофестивале в Торонто. 4 сентября 2015 года фильм вышел в ограниченном выпуске в США.

## Сюжет
Уличный музыкант Ник Вон выступает на вокзале и видит женщину, которая бежит, пытаясь успеть на последний поезд в Бостон, который отправляется в половине второго ночи. По пути она роняет телефон, и тот разбивается, однако даже не замечает этого. Вскоре оказывается, что она опоздала на поезд, поэтому возвращается назад. Ник возвращает ей телефон и узнает, что девушку зовут Брук. Несколько минут спустя он снова встречает её снаружи. Девушка признается, что её только что ограбили, и теперь она не может выехать из города. Ник предлагает заплатить за её такси, но оказывается, что на всех его кредитных картах нет денег. Затем он пытается позвонить другу, чтобы занять у него, но именно в этот момент телефон разряжается. После этого Ник предлагает оплатить для Брук комнату в отеле, чтобы она могла переждать ночь, но девушка настаивает, что должна вернуться домой до утра.
Тогда Ник решает, что единственный оставшийся вариант — это разыскать украденную сумочку. Герои отправляются в бар, где Брук была до этого и спрашивают бармена о том, кто может промышлять кражей сумочек. Получив нужную информацию, они отправляются по данному адресу, где Ник планирует под видом покупателя найти нужную сумочку и выкрасть её обратно. Однако, когда он заходит внутрь, то Брук звонит в полицию. Преступники, услышав звук сирен, ударяют Ника, сгребают сумки и убегают.
После этого парочка решает навестить свадьбу друзей Ника, чтобы он мог взять у него денег взаймы. Однако они приходят не по тому адресу и попадают на мероприятие, где их принимают за членов музыкальной группы. Герои решают заработать на этом денег и соглашаются выступить. Однако вскоре приходят настоящие музыканты, и им приходится бежать. Когда их очередная попытка попасть на автобус заканчивается неудачей, то Брук просит телефон у прохожего, чтобы позвонить подруге. Она просит зайти к себе домой и забрать письмо, которое Брук оставила для своего мужа, но теперь не хочет, чтобы он его прочитал.
Окрыленная тем, что её проблема решена, Брук предлагает все же пойти на свадьбу друга Ника, где она представится его девушкой, чтобы ему не было одиноко в компании своей бывшей по имени Ханна. На приеме Ник видит Ханну, но, познакомившись с её новым парнем, быстро уходит. Снаружи он сообщает Брук, что не видел Ханну в течение шести лет. Тогда он сделал ей предложение, но она бросила его. По настоянию Брук Ник возвращается к Ханне, чтобы поговорить с ней ещё раз и узнать, есть ли у него ещё шансы. Однако он узнает, что Ханна беременна.
После этого пара продолжает бродить по городу, и они натыкаются на экстрасенса, который открывает Брук её будущее. Затем Брук просит его телефон, чтобы позвонить подруге, и узнает, что та не смогла попасть к ней в квартиру и забрать письмо. Тогда Брук рассказывает Нику, что узнала о том, что её муж изменяет ей. Опустошенная, она написала ему письмо, в котором сообщила, что их отношениям конец, а сама поехала в Нью-Йорк, чтобы найти работу. Однако затем Брук узнала, что муж прекратил отношения со своей любовницей, поэтому решила простить его. Теперь ей надо лишь сделать так, чтобы муж не увидел это письмо.
После этого они отправляются в отель, целуются и раздумывают над тем, как прошла эта ночь. Утром Ник и Брук возвращаются на железнодорожный вокзал и собираются расстаться. Они целуются в последний раз и расходятся в разные стороны. По пути домой Брук видит записку, оставленную ей Ником, и улыбается.

## В ролях
| Актёр           | Роль        |
| --------------- | ----------- |
| Крис Эванс      | Ник Вон     |
| Элис Ив         | Брук Далтон |
| Эмма Фитцпатрик | Ханна       |
| Марк Кассен     | Дэнни       |
| Дэниэл Спинк    | Тайлер      |
| Элайджа Морлэнд | Коул        |
| Джон Каллум     | Гарри       |
| Скот Эванс      | консьерж    |